# Luciano Siqueira de Oliveira
Luciano Siqueira de Oliveira, noto più semplicemente come Luciano e in precedenza come Eriberto (Rio de Janeiro, 3 dicembre 1975), è un ex calciatore brasiliano, di ruolo centrocampista.
Nella sua carriera coi club, spesa per la maggior parte in Italia e principalmente tra le file del Chievo, ha vinto una Coppa del Brasile (1998) col Palmeiras, una Coppa Intertoto UEFA col Bologna (1998) e un campionato di Serie B (2007-2008) coi clivensi.
È noto, inoltre, per la controversia sorta in seguito alla scoperta da parte delle autorità giudiziarie che il giocatore possedeva un documento d'identità falso.

## Carriera

### Giocatore

#### Inizi, Bologna
Dopo alcuni provini in cui venne scartato per via del fatto che fosse già ventenne, nel 1996 un faccendiere del suo paese gli procurò un documento d'identità falso, che attestava che fosse nato nel 1979 e che si chiamasse Eriberto Conceição da Silva. Con le nuove generalità, nel 1997 ottenne un ingaggio dal Palmeiras.
Nel 1998 il Bologna decise di puntare sul brasiliano, portandolo in Italia per 5 miliardi di lire grazie a un'operazione portata avanti dal direttore sportivo Oreste Cinquini. In Emilia sarà ricordato sia per le sue giocate sia per le sue avventure extra-calcistiche, che gli inimicheranno una parte della tifoseria bolognese.

#### Chievo e parentesi Inter
Dopo due anni nel club felsineo, passò in comproprietà in Serie B al Chievo per 2 miliardi di lire. Nel corso della stagione 2001-2002 venne riscattato dai clivensi per la cifra di 2,5 miliardi di lire, contribuendo al Chievo dei miracoli che, allenato da Luigi Delneri, al primo anno di Serie A riuscì ad arrivare quinto in classifica e a conquistare la qualificazione alla Coppa UEFA. Quell'anno il brasiliano, insieme a Christian Manfredini, costituì una delle migliori coppie di esterni del campionato.
Nell'estate del 2002, ormai in procinto di passare alla Lazio, decise di rivelare pubblicamente il segreto sulla sua falsa identità. L'esterno brasiliano rischiò addirittura il carcere, ma alla fine fu solo il tribunale sportivo a dichiararlo colpevole: quest'ultimo inizialmente lo squalificò per un anno; poi, grazie all'ammissione di colpa del giocatore e al suo pentimento, gli ridusse la pena a sei mesi più una sanzione pecuniaria. La vicenda fece molto scalpore, e lasciò molti sorpresi, a cominciare dai compagni di squadra di Luciano, i quali rivelarono che spesso lo prendevano in giro dicendogli che sembrasse molto più vecchio della sua età. Il giocatore dichiarò che i motivi per i quali aveva confessato erano dovuti al peso di una tale menzogna, a una crisi di identità e al desiderio che il figlio potesse portare il suo vero nome. Dopo aver scontato i sei mesi di squalifica, Luciano tornò a giocare regolarmente nel Chievo.
Nel 2003 passò in prestito all'Inter, con cui però giocò solo 5 partite. Già a metà della stagione 2003-2004 tornò a vestire i colori gialloblù. Dopo 9 anni, il 10 luglio 2013 il Chievo annunciò che non avrebbe rinnovato il contratto al giocatore. Con il Chievo, Luciano ha disputato in totale 13 campionati (11 in Serie A e 2 in Serie B). È inoltre quinto nella classifica di presenze totali in campionato con la maglia clivense, e secondo per numero di presenze in Serie A con i gialloblù, dietro Sergio Pellissier. Complessivamente con i clivensi ha messo insieme 316 presenze e 18 gol.

#### Mantova e ritiro
Il 22 luglio seguente, dopo essersi svincolato, si accordò con il Mantova, club militante in Lega Pro Seconda Divisione. Dopo pochi mesi dal suo ingaggio, decise di rescindere il contratto con la società lombarda e di ritirarsi.

### Dopo il ritiro
Tornato in Brasile, dopo il ritiro, ha gestito un suo residence a Florianópolis. Nel luglio 2017 comincia il corso da allenatore a Coverciano che consente di allenare in Serie D. Dopo qualche mese diventa il vice di Luca Prina, tecnico della squadra Primavera del Chievo.

## Statistiche

### Presenze e reti nei club
| Stagione         | Squadra          | Campionato       | Campionato | Campionato | Coppe nazionali | Coppe nazionali | Coppe nazionali | Coppe europee | Coppe europee | Coppe europee | Altre coppe | Altre coppe | Altre coppe | Totale | Totale | Totale |
| Stagione         | Squadra          | Comp             | Pres       | Reti       | Comp            | Pres            | Reti            | Comp          | Pres          | Reti          | Comp        | Pres        | Reti        | Pres   | Reti   |        |
| ---------------- | ---------------- | ---------------- | ---------- | ---------- | --------------- | --------------- | --------------- | ------------- | ------------- | ------------- | ----------- | ----------- | ----------- | ------ | ------ | ------ |
| 1997             | Palmeiras        | A                | 6          | 0          | -               | -               | -               | -             | -             | -             | -           | -           | -           | 6      | 0      |        |
| 1998             | Palmeiras        | A                | 19         | 5          | -               | -               | -               | -             | -             | -             | -           | -           | -           | 19     | 5      |        |
| Totale Palmeiras | Totale Palmeiras | Totale Palmeiras | 25         | 5          |                 | -               | -               |               | -             | -             |             | -           | -           | 25     | 5      |        |
| 1998-1999        | Bologna          | A                | 19+2       | 1          | CI              | 6               | 0               | Int+CU        | 1+6           | 0+2           | -           | -           | -           | 34     | 3      |        |
| 1999-2000        | Bologna          | A                | 14         | 1          | CI              | 2               | 0               | CU            | 5             | 0             | -           | -           | -           | 21     | 1      |        |
| Totale Bologna   | Totale Bologna   | Totale Bologna   | 33+2       | 2          |                 | 8               | 0               |               | 12            | 0             |             | -           | -           | 55     | 4      |        |
| 2000-2001        | Chievo           | B                | 35         | 4          | CI              | 2               | 0               | -             | -             | -             | -           | -           | -           | 37     | 4      |        |
| 2001-2002        | Chievo           | A                | 30         | 4          | CI              | 2               | 0               | -             | -             | -             | -           | -           | -           | 32     | 4      |        |
| 2002-2003        | Chievo           | A                | 16         | 1          | CI              | 0               | 0               | -             | -             | -             | -           | -           | -           | 16     | 1      |        |
| 2003-gen. 2004   | Inter            | A                | 5          | 0          | CI              | 2               | 0               | UCL           | 0             | 0             | -           | -           | -           | 7      | 0      |        |
| gen.-giu. 2004   | Chievo           | A                | 12         | 1          | CI              | -               | -               | -             | -             | -             | -           | -           | -           | 12     | 1      |        |
| 2004-2005        | Chievo           | A                | 20         | 0          | CI              | 1               | 0               | -             | -             | -             | -           | -           | -           | 21     | 0      |        |
| 2005-2006        | Chievo           | A                | 19         | 1          | CI              | 2               | 0               | -             | -             | -             | -           | -           | -           | 21     | 1      |        |
| 2006-2007        | Chievo           | A                | 14         | 0          | CI              | 1               | 0               | UCL+CU        | 1+1           | 0             | -           | -           | -           | 17     | 0      |        |
| 2007-2008        | Chievo           | B                | 36         | 3          | CI              | 1               | 0               | -             | -             | -             | -           | -           | -           | 37     | 3      |        |
| 2008-2009        | Chievo           | A                | 34         | 2          | CI              | 1               | 0               | -             | -             | -             | -           | -           | -           | 35     | 2      |        |
| 2009-2010        | Chievo           | A                | 33         | 0          | CI              | 2               | 0               | -             | -             | -             | -           | -           | -           | 35     | 0      |        |
| 2010-2011        | Chievo           | A                | 4          | 0          | CI              | 0               | 0               | -             | -             | -             | -           | -           | -           | 4      | 0      |        |
| 2011-2012        | Chievo           | A                | 25         | 1          | CI              | 0               | 0               | -             | -             | -             | -           | -           | -           | 25     | 1      |        |
| 2012-2013        | Chievo           | A                | 24         | 1          | CI              | 0               | 0               | -             | -             | -             | -           | -           | -           | 24     | 1      |        |
| Totale Chievo    | Totale Chievo    | Totale Chievo    | 302        | 18         |                 | 12              | 0               |               | 2             | 0             |             | -           | -           | 316    | 18     |        |
| ago.-ott. 2013   | Mantova          | 2D               | 6          | 0          | CI-LP           | 2               | 1               | -             | -             | -             | -           | -           | -           | 8      | 1      |        |
| Totale carriera  | Totale carriera  | Totale carriera  | 370        | 25         |                 | 32              | 1               |               | 13            | 2             |             | -           | -           | 415    | 28     |        |

## Palmarès

### Club

#### Competizioni nazionali
- Coppa del Brasile: 1

Palmeiras: 1998
- Campionato italiano di Serie B: 1

Chievo: 2007-2008

#### Competizioni internazionali
- Coppa Intertoto UEFA: 1

Bologna: 1998